# Gardena (Dakota del Nord)
Gardena è un centro abitato (city) degli Stati Uniti, situato nella Contea di Bottineau nello Stato del Dakota del Nord. Nel censimento del 2000 la popolazione era di 38 abitanti. La città è stata fondata nel 1905.

## Geografia fisica
Secondo i rilevamenti dell'United States Census Bureau, la località di Gardena si estende su una superficie di 0,90 km², tutti occupati da terre.

## Popolazione
Secondo il censimento del 2000, a Gardena vivevano 38 persone, ed erano presenti 7 gruppi familiari. La densità di popolazione era di 44,5 ab./km². Nel territorio comunale si trovavano 21 unità edificate. Per quanto riguarda la composizione etnica degli abitanti, il 97,37% era bianco e il 2,63% della popolazione apparteneva ad altre razze. La popolazione di ogni razza ispanica corrispondeva al 2,63% degli abitanti.
Per quanto riguarda la suddivisione della popolazione in fasce d'età, il 36,8% era al di sotto dei 18, il 18,4% fra i 18 e i 24, il 13,2% fra i 25 e i 44, il 26,3% fra i 45 e i 64, mentre infine il 5,3% era al di sopra dei 65 anni di età. L'età media della popolazione era di 22 anni. Per ogni 100 donne residenti vivevano 72,7 maschi.